# Marzena Trybała

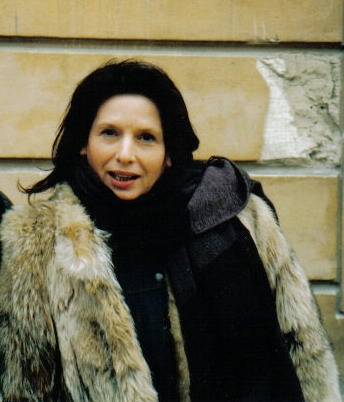
Marzena Trybała (2007)

Marzena Trybała (sinh ngày 16 tháng 11 năm 1950 tại Kraków, Ba Lan) là một diễn viên người Ba Lan.

## Tiểu sử
Marzena Trybała tốt nghiệp Học viện Nghệ thuật Sân khấu Quốc gia AST ở Kraków vào năm 1972. Marzena Trybała từng diễn xuất trên sân khấu của nhiều nhà hát, bao gồm Nhà hát Ba Lan ở Poznań (1972–1978), Nhà hát Słowacki ở Kraków (1978–1982), Nhà hát quốc gia ở Warsaw (1983–1990), Nhà hát Ba Lan ở Warsaw (1990-1997).Từ năm 1998, Trybala là diễn viên của Nhà hát Ateneum.
Ngoài sự nghiệp diễn xuất trên sân khấu, các bộ phim gắn liền với tên tuổi của Marzena Trybała là phim Roman i Magda (1979) trong vai Magda Barwinska và phim Komediantka (phiên bản năm 1987 và 1988) trong vai Melania Majkowska. Trybala cũng là gương mặt quen thuộc trong nhiều sê-ri phim truyền hình của Ba Lan như phim Boża podszewka (1997) trong vai Emilia (tập 1-4, và 9), Barwy szczęścia (2007–2018) trong vai Elżbieta Żeleńska, hay bộ phim Hotel 52 (2010–2011) trong vai người quản lý Wioletta.
Năm 2014, Marzena Trybala được Bộ Văn hóa và Di sản Quốc gia (Ba Lan) trao tặng Huy chương đồng Huy chương Công trạng về văn hóa - Gloria Artis vì những cống hiến đối với văn hóa và nghệ thuật.